# Nowe
Nowe je město v severním Polsku v Kujavsko-pomořském vojvodství v okrese Świecie, na levém břehu veletoku Visla a levém břehu řeky Mątawa ve gmině Nowe. Geograficky se nachází na rozhraní geomorfologických celků Pojezierze Starogardzkie a Dolina Kwidzyńska v etnokulturním regionu Kociewie.
V roce 2021 zde žilo 5 787 obyvatel.

## Historie a popis
Historické město bylo osídleno již v neolitu, protože leželo na Jantarové stezce. První písemné záznamy o místu pocházejí z roku 1266. Nowe leží na vysokém břehu nad řekou Visla. Navzdory pohnutému osudu města se v zde nachází mnoho památek, které svědčí o jeho někdejším významu a nádheře.

## Doprava
Přes Nowe vede několik turistických a cyklistických tras, např. Wiślana Trasa Rowerowa, Nadwiślanska Drogga św. Jakuba, Po Dolinie Wisły aj.

## Galerie

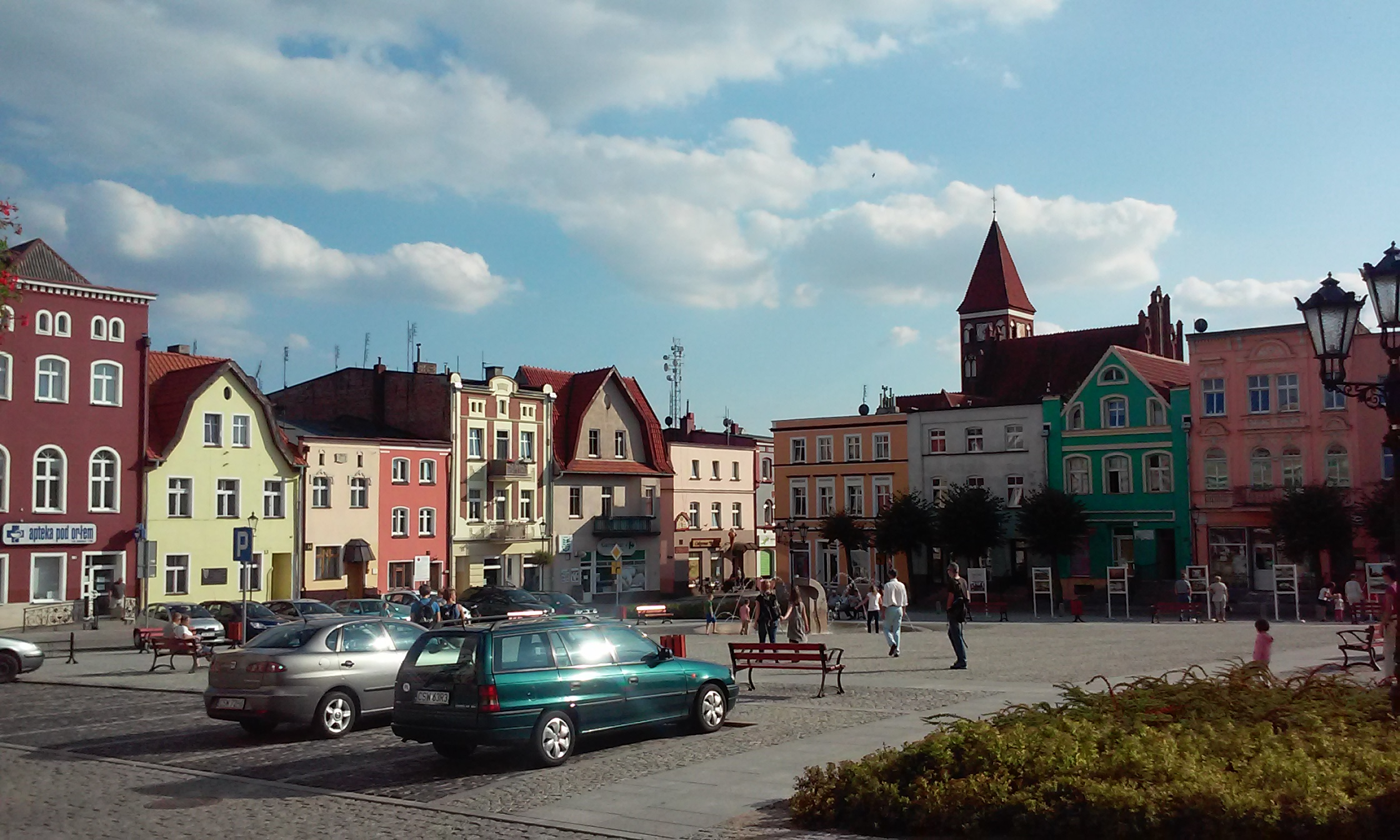
Náměstí
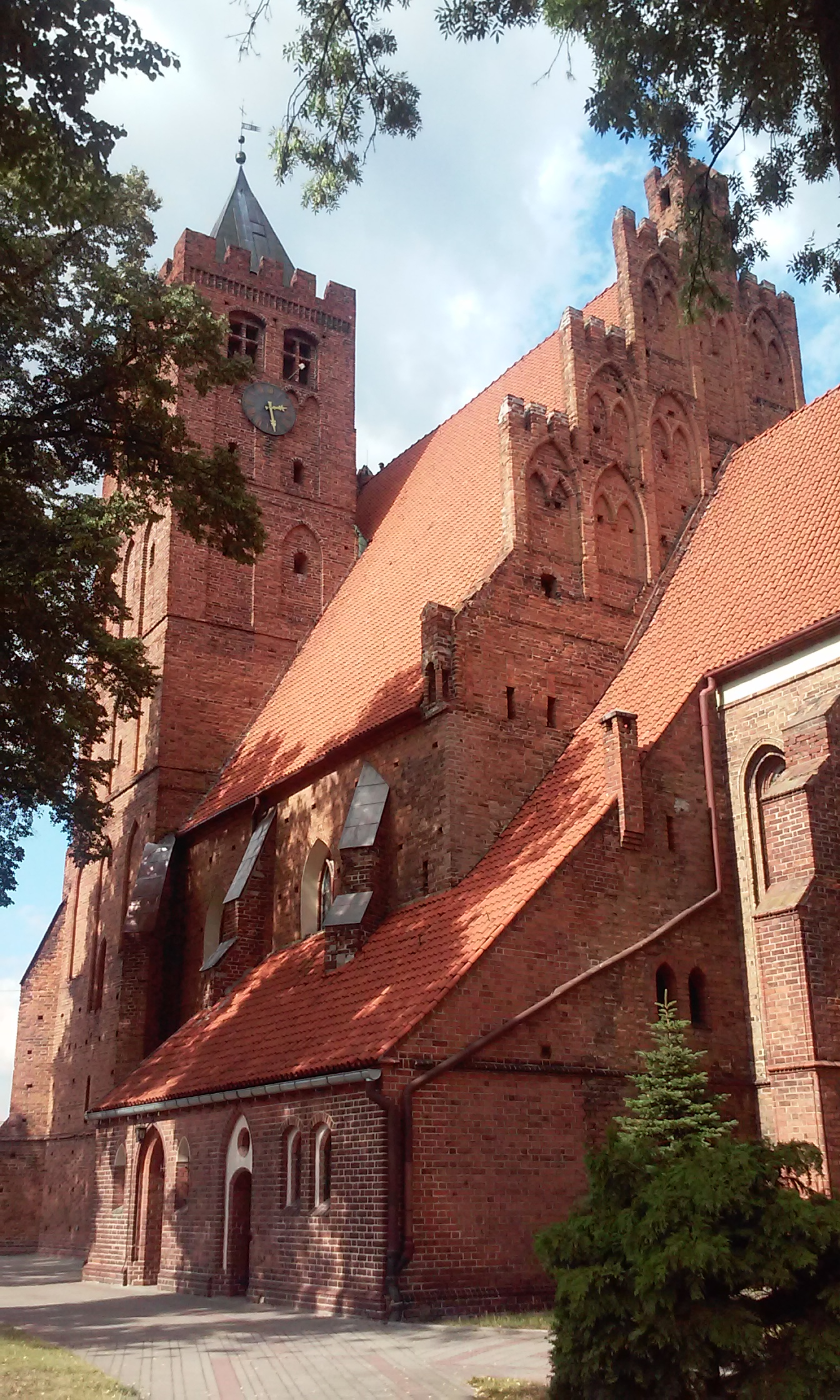
Kostel
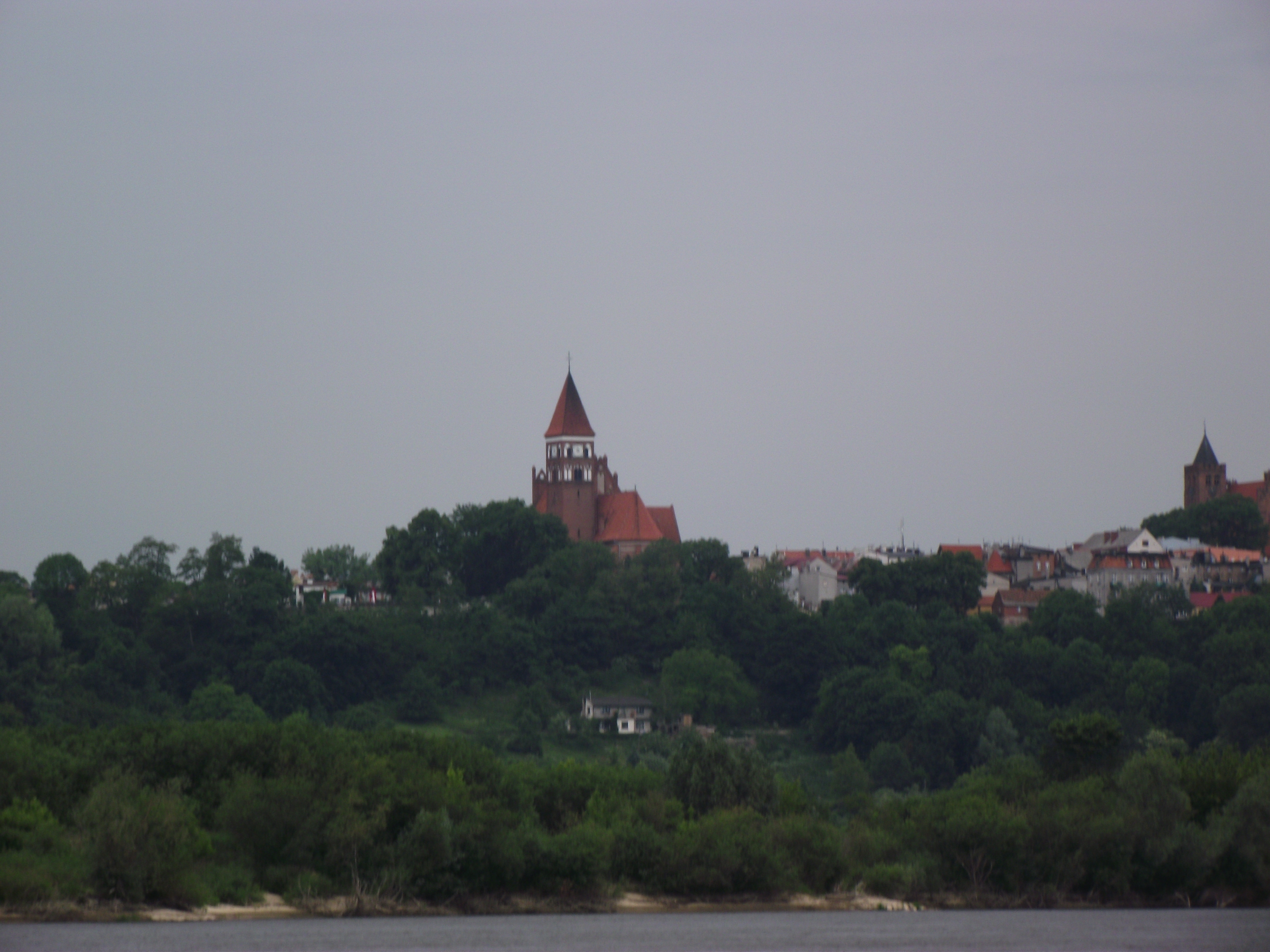
Pohled na město z údolí řeky Visla